# Luch (satélite)

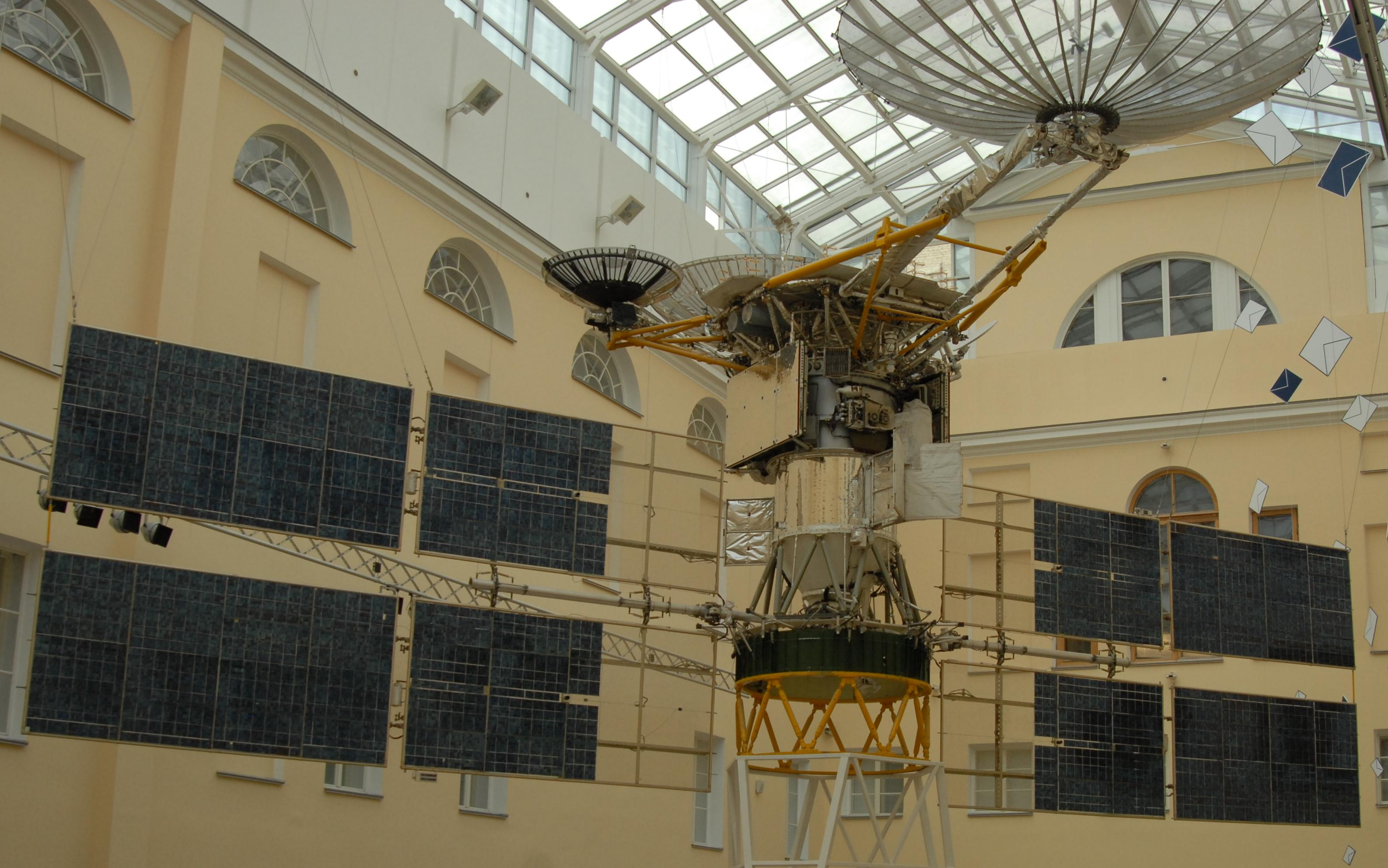
Luch 15 (Altair 15L) no Museu Central das Comunicações A. S. Popov em São Petersburgo, Rússia.

O Luch (em russo:  Луч; lit. Ray) também conhecido por Altair e Gelios, é uma série de satélites de comunicação geoestacionários russos, usado para transmitir imagens de TV ao vivo, e já foram usados para comunicações e outros telemetria da estação espacial russa Mir, são também usados pelo Segmento Orbital Russo da Estação Espacial Internacional e outras espaçonaves em órbita da Terra, esse sistema é de forma semelhante ao Tracking and Data Relay Satellite System dos Estados Unidos.

## Satélites
| Satélite                 | Fabricante                                          | Data do lançamento     | Veículo de lançamento | Posição orbital | Estado        | Nota |
| ------------------------ | --------------------------------------------------- | ---------------------- | --------------------- | --------------- | ------------- | --- |
| Kosmos 1700 / Altair 11L | NPO Prikladnoi Mekhaniki (NPO PM)                   | 25 de outubro de 1985  | Proton-K/Blok-DM-2    | 16° Oeste       | Inativo       | Falhou nos primeiros testes de comunicação com a Mir em 29 de março de 1986, e em setembro de 1986                           |
| Kosmos 1897 / Altair 12L | NPO Prikladnoi Mekhaniki (NPO PM)                   | 26 de novembro de 1987 | Proton-K/Blok-DM-2    | 95° Leste       | Inativo       | Brevemente colocado na posição orbital de 12 de longitude leste durante o voo de teste do Buran, abandonado no final de 1991 |
| Kosmos 2054 / Altair 14L | NPO Prikladnoi Mekhaniki (NPO PM)                   | 27 de dezembro de 1989 | Proton-K/Blok-DM-2    | 160° Oeste      | Inativo       | |
| Luch 1 / Altair 13L      | NPO Prikladnoi Mekhaniki (NPO PM)                   | 16 de dezembro de 1994 | Proton-K/Blok-DM-2    | 95° Leste       | Inativo       | Deslocada para a posição orbital de 16 graus de longitude oeste em 1997                                                      |
| Luch 2 / Gelios 12L      | NPO Prikladnoi Mekhaniki (NPO PM)                   | 11 de outubro de 1995  | Proton-K/Blok-DM-2    | 77° Leste       | Inativo       | Falhou em 1998 |
| Yenisey A1 / Luch 4      | ISS Reshetnev                                       | Planejado para 2015    | Proton-M/Briz-M       |                 | Em construção | |
| Luch 5A                  | ISS Reshetnev (ex NPO Prikladnoi Mekhaniki, NPO PM) | 11 de dezembro de 2011 | Proton-M/Briz-M       | 167° Leste      | Ativo         | Mau funcionamento de dois dos três sensores                                                                                  |
| Luch 5B                  | ISS Reshetnev (ex NPO Prikladnoi Mekhaniki, NPO PM) | 2 de novembro de 2012  | Proton-M/Briz-M       | 16° Oeste       | Ativo         | |
| Luch 5V                  | ISS Reshetnev (ex NPO Prikladnoi Mekhaniki, NPO PM) | 28 de abril de 2014    | Proton-M/Briz-M       | 95° Leste       | Ativo         | |
| Luch / Olimp K1          | ISS Reshetnev (ex NPO Prikladnoi Mekhaniki, NPO PM) | 27 de setembro de 2014 | Proton-M/Briz-M       | 167° Leste      | Ativo         | |